# Yelimané
Yelimané es la ciudad-capital del círculo de Yelimané de la región de Kayes, en Malí. 
Se encuentra ubicada al oeste del país y al norte de la región de Kayes, en la zona climática del Sahel, cerca de la frontera con Mauritania y la región de Kulikoró.